# تاكيشي أونو (لاعب كرة قدم مواليد 1962)
تاكيشي أونو (باليابانية: 小野 剛) (مواليد 17 أغسطس 1962)، هو لاعب كرة قدم ياباني متقاعد.

## وصلات خارجية
- تاكيشي أونو على موقع قاعدة بيانات كرة القدم.إي يو (الإنجليزية)
- تاكيشي أونو على موقع Soccerway.com (الإنجليزية)
- تاكيشي أونو على موقع عالم كرة القدم.نت (الإنجليزية)

- J.League Data Site (باليابانية)